# Abu Bakarr Gaye
Abu Bakarr Gaye  (26 de setembro de 1951 - 2 de dezembro de 2010) foi um político gambiano. Até sua morte ele era o Ministro da Saúde e Assuntos Sociais do país.